# SLC9A3R2
SLC9A3R2 (англ. SLC9A3 regulator 2) – білок, який кодується однойменним геном, розташованим у людей на короткому плечі 16-ї хромосоми. Довжина поліпептидного ланцюга білка становить 337 амінокислот, а молекулярна маса — 37 414.
| 10         |  | 20         |  | 30         |  | 40         |  | 50         |
| ---------- |  | ---------- |  | ---------- |  | ---------- |  | ---------- |
| MAAPEPLRPR |  | LCRLVRGEQG |  | YGFHLHGEKG |  | RRGQFIRRVE |  | PGSPAEAAAL |
| RAGDRLVEVN |  | GVNVEGETHH |  | QVVQRIKAVE |  | GQTRLLVVDQ |  | ETDEELRRRQ |
| LTCTEEMAQR |  | GLPPAHDPWE |  | PKPDWAHTGS |  | HSSEAGKKDV |  | SGPLRELRPR |
| LCHLRKGPQG |  | YGFNLHSDKS |  | RPGQYIRSVD |  | PGSPAARSGL |  | RAQDRLIEVN |
| GQNVEGLRHA |  | EVVASIKARE |  | DEARLLVVDP |  | ETDEHFKRLR |  | VTPTEEHVEG |
| PLPSPVTNGT |  | SPAQLNGGSA |  | CSSRSDLPGS |  | DKDTEDGSAW |  | KQDPFQESGL |
| HLSPTAAEAK |  | EKARAMRVNK |  | RAPQMDWNRK |  | REIFSNF    |  |            |

A: Аланін

C: Цистеїн

D: Аспарагінова кислота

E: Глутамінова кислота

F: Фенілаланін

G: Гліцин

H: Гістидин

I: Ізолейцин

K: Лізин

L: Лейцин

M: Метіонін

N: Аспарагін

P: Пролін

Q: Глутамін

R: Аргінін

S: Серин

T: Треонін

V: Валін

W: Триптофан

Кодований геном білок за функцією належить до фосфопротеїнів. 
Задіяний у такому біологічному процесі, як альтернативний сплайсинг. 
Локалізований у клітинній мембрані, ядрі, мембрані.